# José Darragueira
José Darragueira (Monquegua, 27 de janeiro de 1771 - 1 de maio de 1817) foi um estadista e advogado peruano. Foi deputado no Congresso de Tucumán de 9 de julho de 1816, no qual foi declarada a Independência da Argentina.
Darragueira nasceu em Monquegua, Peru, tendo mudado posteriormente para a Argentina. Estudou na Escola Real de San Carlos, em Buenos Aires e tornou-se doutor em Direito na Universidade de Chuquisaca, onde permaneceu como um oidor da Real Audiência.
Em 1795, Darragueira regressou a Buenos Aires e foi um dos membros da Revolução de Maio, participando dos encontros prévios à revolução, na casa de Nicolás Rodríguez Peña e Hipólito Vieytes, juntamente com outros patriotas como Juan José Castelli, Manuel Belgrano e/ou Juan José Paso. No Cabildo aberto no dia 22 de maio, votou contra a permanência de Baltasar Hidalgo de Cisneros no poder. Tempos depois, Carlos María de Alvear o designou para integrar a Câmara de Apelações. Foi eleito para integrar o Congresso de Tucumán em nome de Buenos Aires e firmou a declaração de independência. Morreu pouco depois que o Congresso foi transferido para a atual capital argentina.